# Raphicerus melanotis
Raphicerus melanotis — невелика антилопа, ендемічна для Західного Кейпського регіону Південної Африки між Олбані та горами Седерберг.

## Опис
Має грубу, червонувату піщану шерсть з білими крапками. Голова, шия та ноги менш плямисті та дещо жовтуваті, тоді як внутрішня сторона вух, очні кільця, ділянка рота, горло та нижня сторона білі. Є чорний «місток» до носа і темна запахова залоза перед оком. Його зріст у плечі всього 45–55 см, а вага трохи більша ніж 8–12 кг. Короткий хвіст має розміри від 4 до 8 см і майже непомітний. Самці мають короткі, гострі та прямі роги довжиною близько 8 см, які гладкі.

## Середовище проживання
Рідним середовищем проживання є «біом Фінбос» (флористичний регіон мису), і він населяє густі чагарники. Іноді його можна зустріти в садах і виноградниках. На Капському півострові вид можна зустріти в міських околицях. 

## Спосіб життя
Вид, імовірно, є територіальним, оскільки спостерігаються переважно окремі тварини. Очевидно, він може обходитися без питної води протягом тривалого часу, отримуючи більшу частину своїх потреб із їжі. Це переважно нічний спосіб життя, хоча його можна побачити рано вранці та пізно ввечері під час південної зими. Ягнята народжуються влітку після періоду вагітності ≈ 6 місяців. Вони залишаються прихованими і швидко ростуть.

## Трофічні зв'язки
Пагони виноградної лози є найкращим раціоном для R. melanotis. Вони також ковтають трави, плоди, листя чагарників і дерев.
Через невеликі розміри R. melanotis стають жертвами багатьох тварин. На них полюють леопарди, шакали, вінценосні орли, пітони, а також люди. Ці тварини намагаються сховатися від хижаків у рослинності, можливо, в надії залишитися непоміченими. Якщо їх переслідувати, вони намагатимуться спуститися в нори, такі як ті, які роблять трубкозуби.